# Challenger de Mestre
EL XII Venice Challenge Save Cup es un torneo profesional de tenis. Pertenece al ATP Challenger Series. Se juega desde el año 2014 sobre pistas de tierra batida, en Mestre, Italia.

## Palmarés

### Individuales
| Año  | Campeón         | Finalista        | Resultado     |
| ---- | --------------- | ---------------- | ------------- |
| 2016 | Gastão Elias    | Horacio Zeballos | 7–6(0), 6–2   |
| 2015 | Máximo González | Jozef Kovalík    | 6–1, 6–3      |
| 2014 | Pablo Cuevas    | Marco Cecchinato | 6-4, 4-6, 6-2 |

### Dobles
| Año  | Campeones                     | Finalistas                       | Resultado            |
| ---- | ----------------------------- | -------------------------------- | -------------------- |
| 2016 | Fabrício Neis Caio Zampieri   | Kevin Krawietz Dino Marcan       | 7–6(3), 4–6, [12–10] |
| 2015 | Flavio Cipolla Potito Starace | Facundo Bagnis Sergio Galdós     | 5–7, 7–6(3), [10–4]  |
| 2014 | Pablo Cuevas Horacio Zeballos | Daniele Bracciali Potito Starace | 6-4, 6-1             |